# Wublitz
Die Wublitz ist ein rechter Nebenarm der Havel. Er besteht aus einer zusammenhängenden, bei Marquardt beginnenden Seenkette. Den Anschluss an den Hauptfluss stellt der Große Zernsee her. Ursprünglich war die Wublitz ein Nebenfluss. Dies änderte sich durch die mehrfache Unterbrechung des Oberlaufs. Verwechslungsgefahr besteht mit der Woblitz, einem linken Havelzufluss.

## Herkunft des Gewässernamens
Der Gewässername ging in seinem Anfang auf das Wort Havel zurück. Der Flussname stammte aus dem Germanischen. Die slawischen Sprachen übernahmen ihn. Durch Umformung und Verkleinerung entstand daraus Voblica, was ‚Kleine Havel‘ bedeutet.

## Geschichte und Verlauf
Die Wublitz wurde 1358 („Wublitze“) erstmals schriftlich erwähnt. Sie hatte ursprünglich einen Oberlauf, der länger war als die bekannte Seenkette, aber der Oberlauf ist durch zwei Kanäle und den äußeren Berliner Autobahnring mehrfach zerschnitten worden.
Vor diesen Verkehrsbauten lag das Quellgebiet der Wublitz in der feuchten Rinne bei Wustermark. Diese Rinne enthielt schon im 18. Jahrhundert eine Pseudobifurkation aus Gräben, die nordwärts in den Großen Havelländischen Hauptkanal und südwärts zur Potsdamer Havel entwässerten. Der Schöppengraben, später durch den Bau des Havelkanals verschwunden, hatte seinen Scheitelbereich etwa dort, wo heute die B 5 den Kanal überquert. Südlich von Dyrotz zweigte nach Osten der Priorter Graben (GKZ = 585282, Länge = 6,115 km) ab, der heute noch besteht und über den Satzkornschen Graben in den Havelkanal entwässert wird. Nahe diesen heutigen Mündungen vereinigten sich vor dem Kanalbau Schöppengraben und Priorter Graben im Wublitzsee. Von ihm floss die Wublitz durch das Feucht- und heutige Naturschutzgebiet Falkenrehder Wublitz, in dessen Mitte heute ein nächstes Rinnsal entspringt, das wiederum am Havelkanal endet, hier von Westen. Auf gleicher Höhe, aber jenseits des Kanals am Ortsrand von Paaren befindet sich seit 1951/52 die Wublitzquelle. Aber zum Schluss des Berliner Rings 1979 wurde das dort entspringende Gewässer unterbrochen. Da der Weitertransport des Wassers hier durch Versickerung erfolgt, sind Überflutungen bei feuchtem Wetter hier jetzt stärker als unter natürlichen Bedingungen.
Unterhalb des Autobahndamms ist die Wublitz eine Seenkette, ein nordwärts blind endender Querarm der Havel, und nicht auf Zufluss von oben angewiesen. Schon seit 1876 durchquert der Sacrow-Paretzer-Kanal (vom Durchfluss her der künstliche Hauptarm der Havel), in Ost-West-Richtung den größten See der nordsüdwärts verlaufenden Wublitz, den Schlänitzsee. Unterhalb von Nattwerder mündet sie in den Großen Zernsee der Havel.

## Definitionen und Maße
Der Bereich unterhalb der Autobahn wird geografisch Wublitzseengebiet genannt. Es besteht aus der Bundeswasserstraße Wublitz (Wl) mit 2,424 km zwischen den Brücken bei Einhaus (ohne Haus) und der Brücke in Grube, dem Schlänitzsee als Teil des Sacrow-Paretzer Kanals mit einer Nordsüdausdehnung von 4,4 km, einschließlich Buchten, und einem Gewässer II. Ordnung von 452 m Länge, zusammen also 7,3 km. Dazu kommen noch 1,4 km von der Brücke Einhaus bis zur Gewässermitte der Havel. Die mittlere Höhe der Wasserfläche liegt bei 29,3 m ü. NHN. Die Länge an verlorenen Oberläufen beträgt 2,4 km ab Paaren und gut 10 km ab Wustermark.

## Geomorphologie
Die Wublitz-Rinne schlängelt sich von der Nordspitze des Großen Zernsees in Richtung Norden bis zum Berliner Urstromtal. Die Abflussrinne entstand während der Weichsel-Kaltzeit. Die Südhälfte der Vertiefung füllt der namensgebende Fluss auf.

## Siedlung und Nutzung
An den zu großen Teilen unter Naturschutz stehenden Ufern der Wublitz liegen im Osten die zu Potsdam gehörenden Ortschaften Marquardt, Grube und Nattwerder, im Norden Uetz und im Westen die Werderaner Wohnplätze Leest und Eichholz.
Am Ostufer gibt es zwischen Grube und Nattwerder ein Pumpwerk, das den Wasserspiegel in den Gräben der angrenzenden Müllwiese (Eigenname, keine Deponie) bei 28,4 m über NHN hält.

## Brücken
| Nummer | km            | Fotografie                             | Name der Brücke                                         | Ort                      | Tragwerk     | Anmerkungen | Lage   |
| ------ | ------------- | -------------------------------------- | ------------------------------------------------------- | ------------------------ | ------------ | --- | ------ |
| 16     | 1,380 (Wubl.) | Rad- und Fußwegbrücke über die Wublitz | Rad- und Fußwegbrücke über die Wublitz, (Wublitzbrücke) | Werder (Havel) / Töplitz | Balkenbrücke | Die ursprüngliche Fähr- und spätere Brückenverbindung folgte dem Verlauf der Mühlendamm genannten Straße zur engsten Stelle der Wublitz bei Einhaus, etwa dort, wo sich heute die Fuß- und Radwegbrücke befindet. Die Brücke besteht aus einer Stahlkonstruktion mit kombiniertem Bogen- und Hängeträger. Die Brückenbahn besteht aus Holzbohlen. Ihre Länge beträgt 73,83 Meter. Die Stützweiten betragen zwischen dem Ufer und den Pfeilern je 19,96 Meter und zwischen den Pfeilern im Fluss 29,91 Meter. Erbaut wurde die Brücke von 1998 bis 1999.                                                                              | Karten |
| 17     | 4,120 (Wubl.) | Wublitzbrücke                          | Straßenbrücke Grube – Leest                             | Werder (Havel) / Potsdam | Balkenbrücke | Die erste Brücke unmittelbar zwischen dem Dorf Grube und dem Dorf Leest aus Holz wurde 1899 errichtet, um eine bessere Anbindung für die Insel Töplitz nach Potsdam zu schaffen. Die Brücke war aus Holz, und aufgrund des steigenden Verkehrs wurde 1932 eine neue Brücke aus Stahl errichtet. Diese wurde kurz vor Kriegsende 1945 zerstört und nach dem Krieg neu gebaut. Untersuchungen des Bauwerks 2010 und 2015 ergaben, dass sie sich in einem schlechten Zustand befindet. Die Brücke ist höchstens für Fahrzeuge von 30 Tonnen Gesamtlast im Einrichtungsverkehr tragfähig. Baubeginn für eine neue Brücke soll 2020 sein. | Karten |